# Gambia na Mistrzostwach Świata w Lekkoatletyce 2022
Gambia na Mistrzostwach Świata w Lekkoatletyce 2022 – reprezentacja Gambii podczas mistrzostw świata w Eugene liczyła 2 zawodników, którzy nie zdobyli żadnego medalu.

## Skład reprezentacji

### Mężczyźni
| Zawodnik        | Konkurencja   | Preeliminacje | Preeliminacje | Eliminacje | Eliminacje | Półfinał | Półfinał | Finał | Finał   | Źródło      |
| Zawodnik        | Konkurencja   | Wynik         | Pozycja       | Wynik      | Pozycja    | Wynik    | Pozycja  | Wynik | Pozycja | Źródło      |
| --------------- | ------------- | ------------- | ------------- | ---------- | ---------- | -------- | -------- | ----- | ------- | ----------- |
| Ebrahima Camara | bieg na 100 m | 10.37         | 2. Q          | 10.48      | 45.        | NQ       | NQ       | NQ    | NQ      | [ 1 ] [ 2 ] |

### Kobiety
| Zawodniczka | Konkurencja   | Eliminacje | Eliminacje | Półfinał | Półfinał | Finał | Finał   | Źródło      |
| Zawodniczka | Konkurencja   | Wynik      | Pozycja    | Wynik    | Pozycja  | Wynik | Pozycja | Źródło      |
| ----------- | ------------- | ---------- | ---------- | -------- | -------- | ----- | ------- | ----------- |
| Gina Bass   | bieg na 200 m | 22.78      | 16. q      | 22.71    | 14.      | NQ    | NQ      | [ 3 ] [ 4 ] |